# Couleuvre
Couleuvre ist eine französische Gemeinde mit 592 Einwohnern (Stand: 1. Januar 2022) im Département Allier in der Region Auvergne-Rhône-Alpes. Sie gehört zum Arrondissement Montluçon und zum Gemeindeverband Pays de Tronçais. Die Bewohner werden Couleuvrois und Couleuvroises genannt.

## Lage
Couleuvre liegt an der Quelle des Auron, etwa 34 Kilometer westnordwestlich von Moulins. Nachbargemeinden von Couleuvre sind Lurcy-Lévis im Norden, Pouzy-Mésangy im Nordosten und Osten, Saint-Plaisir im Südosten und Süden, Theneuille im Süden, Cérilly im Südwesten sowie Isle-et-Bardais im Westen.

## Bevölkerungsentwicklung
| Jahr                       | 1962 | 1968 | 1975 | 1982 | 1990 | 1999 | 2006 | 2013 | 2022 |
| Einwohner                  | 1196 | 1126 | 900  | 796  | 716  | 645  | 576  | 569  | 592  |
| Quellen: Cassini und INSEE |      |      |      |      |      |      |      |      |      |

## Sehenswürdigkeiten
- Kirche Saint-Julien aus dem 12. Jahrhundert, Umbauten aus dem 14. Jahrhundert, Monument historique
- Porzellanmuseum

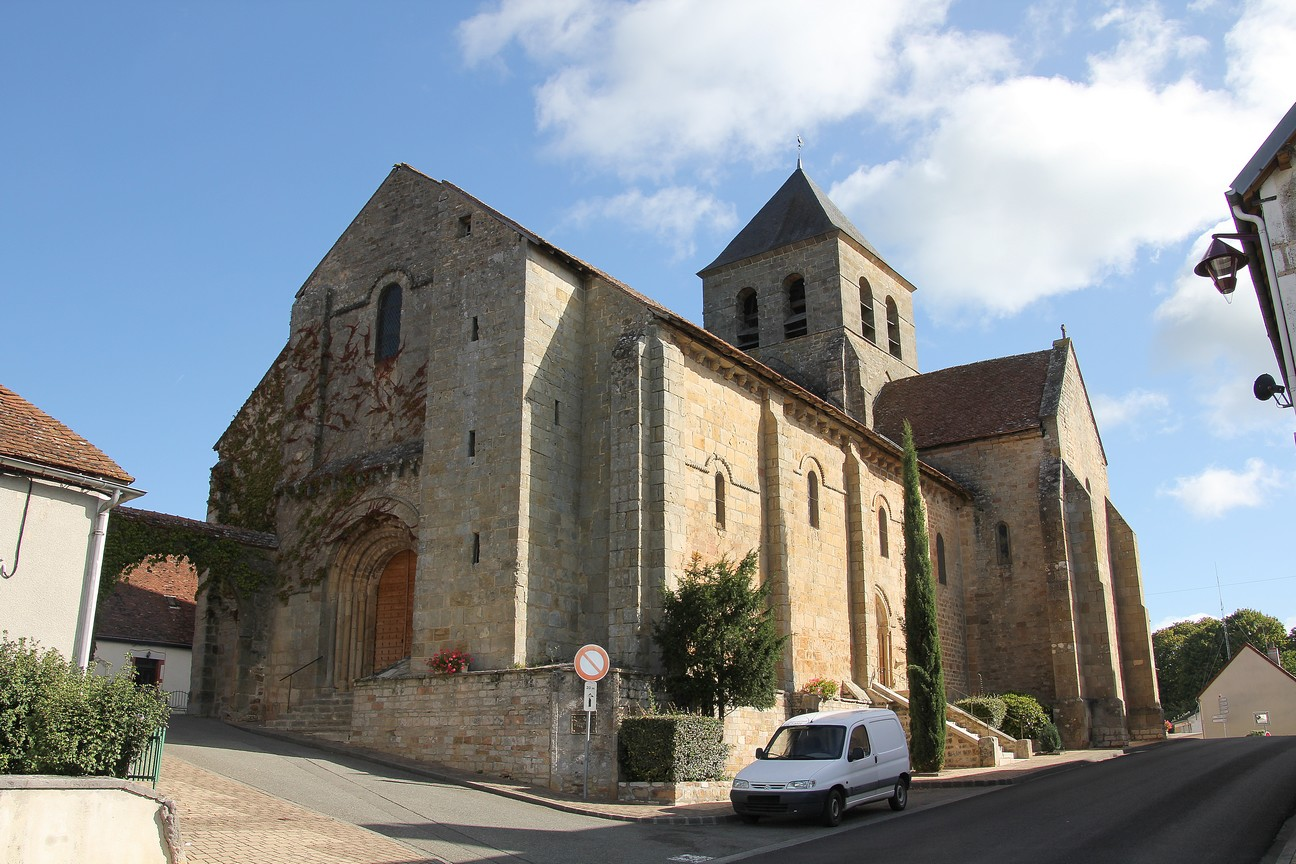
Kirche Saint-Julien
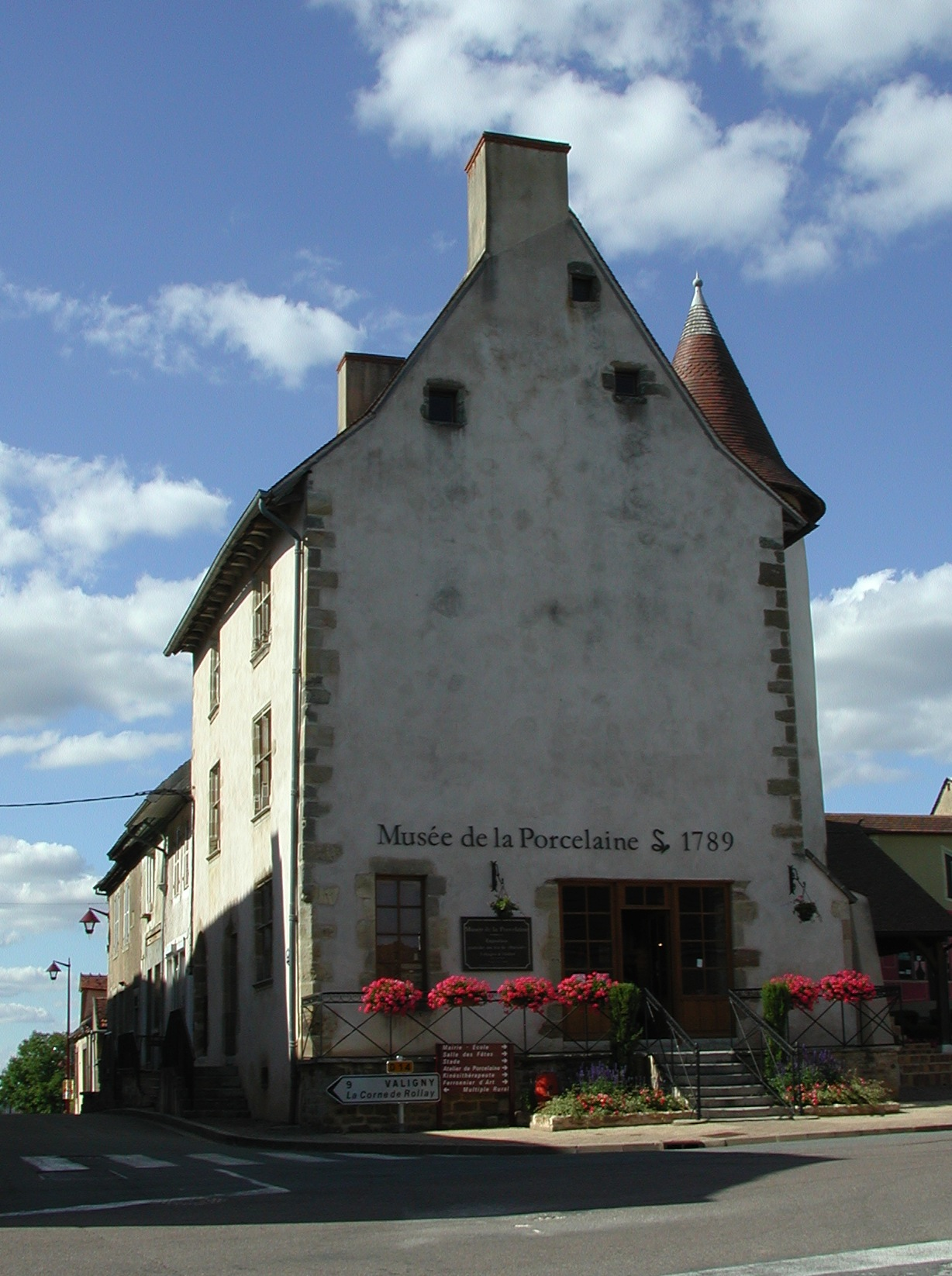
Porzellanmuseum
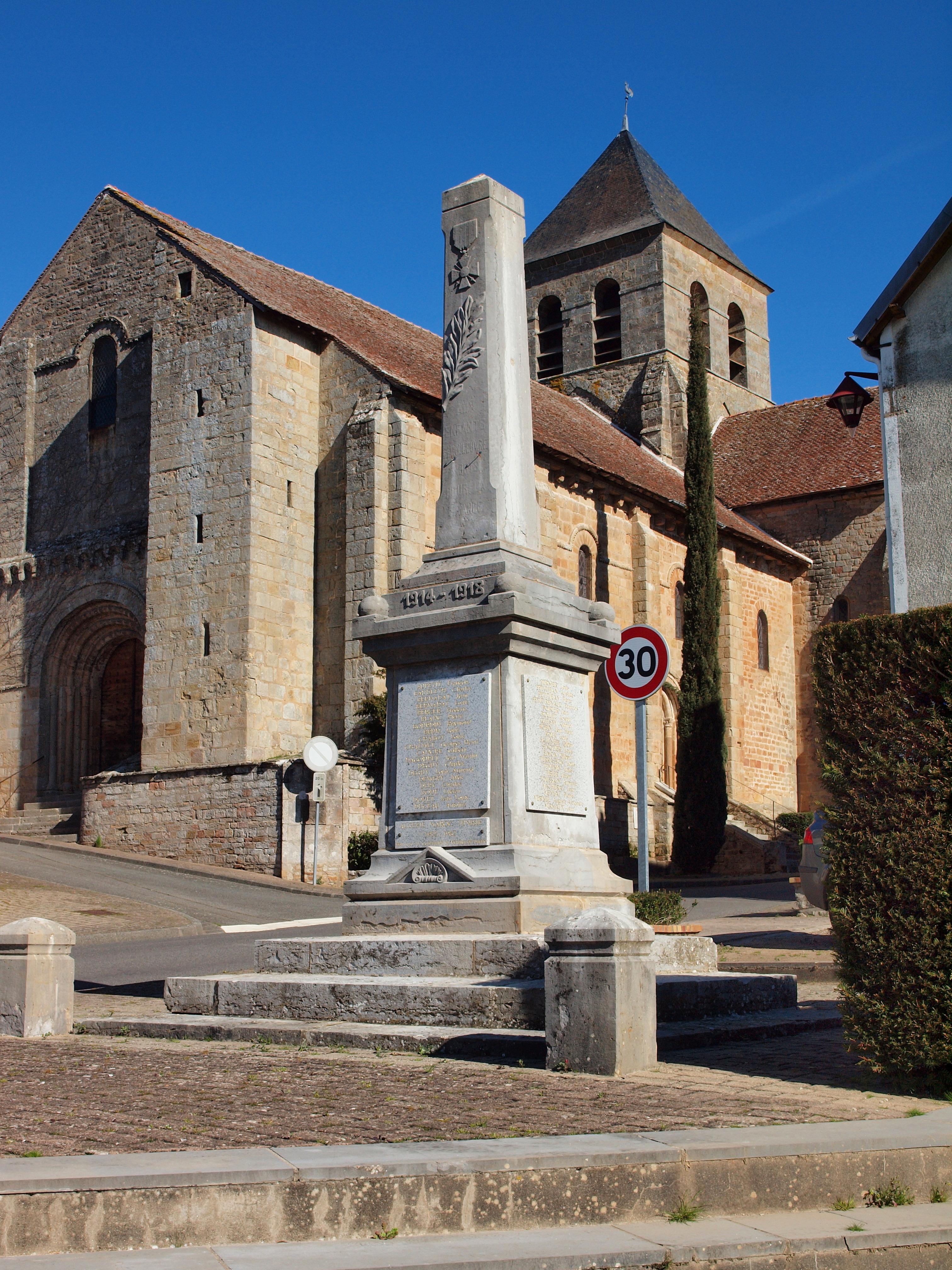
Gefallenendenkmal